# المجلس العالمي للأبنية الخضراء
المجلس العالمي للمباني الخضراء (بالإنجليزية: World Green Building Council) هو تحالف مكوّن من مجالس وطنية للأبنية الخضراء في أكثر من 80 بلد حول العالم، وهي أكبر منظمة دولية ذات تأثير في سوق المباني الخضراء.

## تاريخ
تأسس المجلس العالمي للأبنية الخضراء في اجتماع لممثلين عن ثمانية مجالس خضراء وطنية في تشرين الثاني/ نوفمبر 1999 في ولاية كاليفورنيا، الولايات المتحدة. وكانت البلدان الممثلة: أستراليا، كندا، اليابان، إسبانيا، إيطاليا، روسيا، الإمارات العربية المتحدة، المملكة المتحدة والولايات المتحدة. وقد سبق هذا الاجتماع قيام مجالس الأبنية الخضراء في معظم البلدان المشاركة في هذا الاجتماع. وقد تأسس المجلس رسميا في عام 2002، وأنشئت الأمانة العامة له في عام 2007، ومقرها في تورونتو، كندا.
تم انتخاب الناشطة البيئية الإماراتية حبيبة المرعشي  نائبة لرئيس المجلس العالمي للأبنية الخضراء.و تكون بذلك أول إمرأة عربية تتولى هذا المنصب.